# Scaphioides campeche
Espèce
Scaphioides campeche est une espèce d'araignées aranéomorphes de la famille des Oonopidae.

## Distribution
Cette espèce est endémique du Mexique,. Elle se rencontre au Campeche et au Yucatán

## Description
Le mâle mesure 1,07 mm et la femelle 1,16 mm.

## Publication originale
- Platnick & Dupérré, 2012 : The Caribbean goblin spider genera Scaphioides and Hortoonops (Araneae, Oonopidae), Part 1. American Museum Novitates, n. 3751, p. 1-62 (texte intégral).